# Maria del Mar Bonet
Pour les articles homonymes, voir Bonet.
Maria del Mar Bonet i Verdaguer (née en 1947 à Palma de Majorque) est une chanteuse espagnole de langue catalane. Elle est la fille du journaliste Joan Bonet et la sœur du chanteur Joan Ramon Bonet.

## Biographie
Elle fait des études artistiques de céramique, puis décide de s’adonner à la chanson. Elle arrive à Barcelone en 1967, où elle commence à chanter avec le groupe Els Setze Jutges, et à partir de ce moment-là, elle a déjà édité beaucoup de disques de musique folk en catalan, malgré les interdictions pendant la dictature de Franco. De plus, elle fait plusieurs concerts en Europe, le nord d'Afrique et Amérique latine et elle participe toujours à la recherche de nouvelles formes d’expression artistiques.
En 1984, elle reçoit la Creu de Sant Jordi, distinction décernée par la généralité de Catalogne. Depuis 1988, elle se produit périodiquement avec le pianiste Manel Camp, réinterprétant ses propres chansons et celles d'autres compositeurs (Ira et George Gershwin, Miquel Àngel Riera, etc.) dans une tonalité jazz, qu'elle rassemble dans deux albums publiés en 1989 et 2011.
En 1993, elle consacre un album à l'œuvre de Míkis Theodorákis avec des paroles adaptées au catalan et, en 1995, il publie Salmaia, qui comprend des chansons du compositeur turc Zülfü Livaneli.
En 2007, elle collabore avec Miguel Poveda à une œuvre commune qui n'a jamais été enregistrée et qu'ils présentent le 4 mai 2007 à New York sous le titre Els treballs i els dies au Metropolitan Museum Auditorium, le concert étant l'un des événements du programme culturel Made in CataluNYa, Catalan Culture in New York. Le concert est également présenté au festival Grec de Barcelone le 24 juillet 2007, fait partie de l'acte institutionnel de la Journée nationale de la Catalogne le 11 septembre au Parc de la Ciutadella à Barcelone, et est également présenté au Mercat de Música Viva à Vic (Barcelone) le 12 septembre. Le 13 octobre 2007, elle chante au Mozart de l'Alte Oper de Francfort, en Allemagne, et le 20 janvier 2008 à Palma de Majorque.
En 2010, elle reçoit la médaille d'or du mérite des beaux-arts par le Ministère de l'Éducation, de la Culture et des Sports. En 2012, elle est nommée docteur honoris causa par le conseil d'administration de l'université des îles Baléares.

## Discographie
- 1969 : Maria del Mar Bonet (réédité en 1969 et 1971)
- 1975 : À l'Olympia
- 1976 : Cançons de festa
- 1977 : Alenar
- 1979 : Saba de terrer
- 1979 : Quico-Maria del Mar (avec Francesc Pi de la Serra)
- 1981 : Sempre
- 1981 : L'àguila negra
- 1981 : Jardí tancat
- 1982 : Breviari d'amor
- 1982 : Cançons de la nostra mediterrània (avec Al Tall)
- 1985 : Anells d'aigua
- 1987 : Gavines i dragons
- 1989 : Ben a prop (avec Manel Camp)
- 1989 : Bon viatge faci la cadernera
- 1990 : Coreografies
- 1993 : El·las
- 1995 : Salmaia
- 1997 : Primeres cançons
- 1997 : El cor del temps
- 1999 : Cavall de foc
- 2001 : Raixa
- 2001 : Cants d'Abelone (avec  Rafael Subirachs)
- 2003 : Collita pròpia
- 2004 : Amic, amat
- 2007 : Terra Secreta
- 2010 : Bellver
- 2011 : Blaus de l'ànima. Més de 20 anys ben a prop  (avec Manel Camp)
- 2013 : Fira encesa. Canta Bartomeu Rosselló-Pòrcel
- 2014 : Esencial (double compilation)
- 2017 : Ultramar
- 2020 : Maria del Mar Bonet amb Borja Penalba (En directe)
- 2025 : À l'Olympia. 50 anys 2025 Directo en el Teatro Olympia de París